# Khanapur, Gokak
Khanapur là một làng thuộc tehsil Gokak, huyện Belgaum, bang Karnataka, Ấn Độ.